# Samogłoska prawie przymknięta
Samogłoska prawie przymknięta – typ samogłoski występujący w niektórych językach. Charakteryzuje się tym, że w trakcie wymawiania język jest ułożony podobnie jak w przypadku samogłoski przymkniętej, ale nieco mniej ściśnięty. W międzynarodowej transkrypcji fonetycznej IPA trzy samogłoski prawie przymknięte posiadają odrębne symbole:
- samogłoska prawie przymknięta przednia scentralizowana niezaokrąglona [ɪ]
- samogłoska prawie przymknięta przednia scentralizowana zaokrąglona [ʏ]
- samogłoska prawie przymknięta tylna scentralizowana zaokrąglona [ʊ].
  - Choć niezaokrąglony odpowiednik tej samogłoski nie posiada odrębnego symbolu, można go transkrybować jako przesuniętą ku szwie samogłoskę przymkniętą tylną niezaokrągloną [ɯ̽].

Handbook of the International Phonetic Association definiuje samogłoski zapisywane symbolami [ɪ, ʏ, ʊ] jako przesunięte ku szwie odpowiedniki samogłosek kardynalnych [i, y, u], więc można je alternatywnie zapisać [i̽, y̽, u̽].